# Пояна-Шкеїй
Пояна-Шкеїй (рум. Poiana Șcheii) — село у повіті Ясси в Румунії. Входить до складу комуни Шкея.
Село розташоване на відстані 300 км на північ від Бухареста, 23 км на південь від Ясс.

## Населення
За даними перепису населення 2002 року у селі проживали 537 осіб, усі — румуни. Усі жителі села рідною мовою назвали румунську.